# Rafael Urdaneta
Rafael José Urdaneta y Farías (24 tháng 10 năm 1788 – 23 tháng 8 năm 1845) là một tướng quân Venezuela và là anh hùng trong các cuộc chiến tranh giành độc lập của người Mỹ gốc Tây Ban Nha. Ông từng là Chủ tịch của Gran Colombia từ năm 1830 đến 1831. Ông là một người ủng hộ nhiệt tình của Simón Bolívar và là một trong những đồng minh đáng tin cậy và trung thành nhất của ông. Urdaneta từng là Bộ trưởng Bộ Quốc phòng trong khi Simón Bolívar là Tổng thống Gran Colombia.

## Tiểu sử
Urdaneta sinh ra ở tỉnh Maracaibo ở Venezuela, một gia đình ưu tú gốc Tây Ban Nha vào ngày 24 tháng 10 năm 1789. Ông qua đời tại Paris, Pháp, vào ngày 23 tháng 8 năm 1845, trong khi thực hiện nghĩa vụ ngoại giao của mình với Colombia, do các biến chứng của sỏi thận Urdaneta, thường được gọi là "El Brillante" ("Rực rỡ") trong lịch sử Venezuela.

## Tuổi thơ
Urdaneta bắt đầu giáo dục tiểu học của mình ở Maracaibo và sau đó là trường trung học ở Caracas. Sau đó, ông đi đến Santa Fe de Bogotá để tiếp tục học đại học. Trước Chiến tranh giành độc lập, ông là một sinh viên của nước Mỹ và triết học và là một sĩ quan trong quân đội phụ nữ ở Bogota.

## Sự nghiệp quân sự
Ngay sau sự kiện ngày 10 tháng 7 năm 1810, "El Grito de Independencia", Urdaneta quyết định gia nhập quân đội cách mạng. Ông được ghi là trung úy của tiểu đoàn "Những người yêu nước của Cundinamarca".
Sau khi thành lập Junta de Caracas, Urdaneta gia nhập quân đội trong cuộc đấu tranh chống lại quân chủ. Sau nhiều năm phục vụ cho sự nghiệp yêu nước, ông trở thành một trong những cộng tác viên gần nhất của Simón Bolívar và được thăng cấp tướng quân đội cộng hòa vào năm 1821.

## Chính trị nghề nghiệp
Urdaneta từng là Bộ trưởng Tư pháp Quân sự và là Bộ trưởng Chiến tranh. Ông cũng được bầu làm thượng nghị sĩ trong một số dịp tham dự Đại hội Colombia vĩ đại (trong liên minh ngày nay là Venezuela, Colombia và Ecuador).